# 浪奸物語
浪奸物語（ナンガンものがたり）は、高句麗の首都・平壌に伝わる伝説である。

## あらすじ
昔、平壌の朱雀門外に李鎮洙（イ・ジンスウ、이진수。李鏡殊とする文献もある）という漁師が妻と、一人娘の浪奸（ナンガン、낭간）と一緒に暮らしていた。ある日、彼が大同江で漁をしていると、水中から美女が現れた。彼女に導かれて龍宮に行くと、乙姫とともに一日楽しく過ごした。別れ際、乙姫は朝鮮人参のような形の、人魚というものをお土産に持たしてくれた。これを食べると1000年の間若さと美しさを保つことができるが、それが幸せかどうかは李鎮洙自身が考えなさいという使用上の注意？と共に。
李鎮洙が棚の上に隠しておいた人魚を、娘の浪奸が食べてしまった。人魚の効果により、彼女はいつまでも20歳の美しさを保ったまま老化しなかった。しかし、周囲の男たちは恐れをなして、彼女は結婚には恵まれなかった。50歳のとき両親と死別。
101歳のとき、結婚と子宝を求めて平壌を後に、長い旅に出る。100年の旅の間にたくさんの男と性交したが子供はできない。ついに諦めて平壌に戻り、牡丹台（平壌の地名）に庵をむすび、祈願塔を建てて子宝の授与を仏に祈った。そしてまた男たちと性交したが、100年頑張っても子供はできなかった。
ついに浪奸は牡丹峰に登ったまま、それきり姿を現すことはなかった。このとき300歳だったと言われる。

## 備考
龍宮の人魚という特殊な物を盗み食いしたことによる刑罰として自ら望んだわけでもない不老長寿を与えられたという解釈もある。また、日本の八百比丘尼伝説と共通のモチーフ（異界からもたらされた特殊な物、娘の盗み食い、娘の不老長寿と長い旅、娘が異界に消える）を含むことから、両者の関連を示唆する研究がある。